# Terry Fields
Pour les articles homonymes, voir Fields.
Terence Fields, dit Terry Fields, né à Bootle le 8 mars 1937 et mort à Netherton le 28 juin 2008, est un syndicaliste et homme politique britannique, membre prééminent de l'aile d'extrême-gauche du Parti travailliste.

## Biographie
Il est issu de la classe ouvrière, fils d'un docker de Liverpool. Après son service militaire comme agent d'entretien dans le Royal Army Medical Corps, il trouve un emploi comme pompier à Liverpool, et devient un membre actif du Syndicat des brigades du feu (Fire Brigades Union). Dans les années 1970, il est l'un des initiateurs de la politique d'entrisme du mouvement Militant dans le Parti travailliste, visant à faire de ce parti un mouvement trostkiste. Dans un contexte de chômage et de pauvreté croissants, les idées radicales séduisent les militants de gauche. Lors de la conférence du Parti travailliste en 1980, il prononce un discours virulent appelant à la création d'un État socialiste et appelant « les faibles, les traîtres et les couards » qui ne soutiennent pas cette idée à quitter le parti. Il est élu député de Broadgreen, dans la banlieue de Liverpool, aux élections législatives de 1983 et entre ainsi à la Chambre des communes,,.
Homme de principe, il n'accepte comme salaire parlementaire que l'équivalent de son ancien salaire de pompier, et reverse le reste à des associations caritatives et à des syndicats. Le nouveau chef du Parti travailliste, Neil Kinnock, tente de faire exclure le mouvement Militant du parti, ce qui le met en conflit avec les deux députés issus de cette tendance, Terry Fields et Dave Nellist. En 1984, Terry Fields s'active à mobiliser des soutiens en faveur des mineurs en grève. En 1991, il est condamné à soixante jours de prison pour avoir refusé par principe de payer l'impôt locatif forfaitaire introduit par le gouvernement conservateur de Margaret Thatcher et qui touche surtout les plus pauvres. À la fin de l'année, le mouvement Militant est exclu du Parti travailliste ; David Nellist et lui sont donc exclus du parti eux aussi, et siègent comme « travaillistes indépendants » à la Chambre des communes. Aux élections de 1992, le parti présente une candidate contre lui dans sa circonscription, la syndicaliste Jane Kennedy, et il est battu. Il se met en retrait de la vie politique, et gère un pub à Liverpool,.
En 2002, les médias s'intéressent à nouveau brièvement à lui lorsqu'il se précipite dans une maison en feu, à l'âge de 65 ans, et y sauve une femme qui ne parvient pas à en sortir. Il meurt à son domicile six ans plus tard, d'un cancer du poumon,.